# لينغالا
لغة اللينغالا لغة إفريقية تنتمي إلى عائلة لغات البانتو وتتواجد في كل من شمال غرب جمهورية الكونغو الديمقراطية وجزء كبير من جمهورية الكونغو إضافة إلى أجزاء من أنغولا وجمهورية أفريقيا الوسطى. يبلغ عدد المتحدثين بها ما يقارب العشرة ملايين شخص.